# 无锡县商会旧址
31°35′05″N 120°17′52″E / 31.58462°N 120.29776°E
无锡县商会旧址位于中国江苏省无锡市崇安区站前商贸区。

## 历史
现存两幢建于1915年的办公楼，均为两层的砖木结构建筑，外立面采用青红色相间的清水砖墙，入口处饰有西式砖雕柱子。该建筑在1949年4月商会终止活动后。曾长期作为居民楼使用，但楼梯、窗户、地板等尚保持原样。
该建筑为无锡较有代表性的民族工商业历史遗存之一，并列入首批工业遗产保护名录。